# Dyskografia Briana Maya
Dyskografia solowa brytyjskiego muzyka Briana Maya – gitarzysty zespołu Queen.

## Albumy
| Back to the Light                    | - Data: 28 września 1992 - Wydawca: Parlophone, Hollywood | 6  | 25 | 20 | 11 | 159 | 11 | 25 | 36 | - UK: srebrna płyta |  |  |  |  |  |  |  |  |  |  |  |  |  |  |  |  |  |  |  |
| Another World                        | - Data: 1 czerwca 1998 - Wydawca: Parlophone, Hollywood   | 23 | 62 | 48 | 47 | —   | —  | —  | —  |                     |  |  |  |  |  |  |  |  |  |  |  |  |  |  |  |  |  |  |  |
| Golden Days (w duecie z Kerry Ellis) | - Data: 7 kwietnia 2017 - Wydawca: Parlophone             | -  | -  | -  | -  | -   | -  | -  | -  |                     |  |  |  |  |  |  |  |  |  |  |  |  |  |  |  |  |  |  |  |

"-" - album nie był notowany

## Albumy koncertowe
| Live at the Brixton Academy                     | - Data: 7 lutego 1994 - Wydawca: Parlophone         | 20 | 71 | 38 | 35 | 33 |
| Starmus - Sonic Universe (oraz Tangerine Dream) | - Data: 23 kwietnia 2013 - Wydawca: Eastgate        | —  | —  | —  | —  | —  |
| Acoustic by Candlelight (oraz Kerry Ellis)      | - Data: 17 czerwca 2013 - Wydawca: Duck Productions | —  | —  | —  | —  | —  |
| "—" album nie był notowany.                     |                                                     |    |    |    |    |    |

## Minialbumy
| Star Fleet Project          | - Data: październik 1983 - Wydawca: EMI     | 35 | 125 |
| Resurrection                | - Data: 1993 - Wydawca: Parlophone          | —  | —   |
| Red Special                 | - Data: 28 października 1998 - Wydawca: EMI | —  | —   |
| "—" album nie był notowany. |                                             |    |     |

## Ścieżki dźwiękowe
| Tytuł | Dane dot. albumu                              |
| --- | --------------------------------------------- |
| Freddy's dead - the final nightmare w bazie IMDb (ang.) (the original instrumental music score)                        | Data: sierpień 1991 Wydawca: Varese Sarabande |
| The Adventures of Pinocchio: Original Motion Picture Soundtrack (oraz Stevie Wonder, Sissel Kyrkjebø i Rachel Portman) | - Data: 26 lipca 1996 - Wydawca: London/Decca |
| Furia | - Data: 23 listopada 2000 - Wydawca: EMI      |

## Single
| "Star Fleet"                                                            | 1983 | 65 | —  | —  | —  | —  | —  |                     | Star Fleet Project      |
| "The Stonk" (Hale and Pace feat. Brian May)                             | 1991 | 1  | —  | —  | —  | —  | —  |                     | —                       |
| "Driven by You"                                                         | 1991 | 6  | 10 | —  | —  | —  | —  |                     | Back to the Light       |
| "Too Much Love Will Kill You"                                           | 1992 | 5  | 1  | 30 | 20 | 26 | 26 | - UK: srebrna płyta | Back to the Light       |
| "Back to the Light"                                                     | 1992 | 19 | —  | —  | —  | —  | —  |                     | Back to the Light       |
| "We Are the Champions" (Hank Marvin feat. Brian May)                    | 1992 | 66 | —  | —  | —  | —  | —  |                     | Into The Light          |
| "Resurrection" (oraz Cozy Powell)                                       | 1993 | 23 | —  | —  | —  | —  | —  |                     | Back to the Light       |
| "Last Horizon"                                                          | 1993 | 51 | 20 | —  | —  | —  | —  |                     | Back to the Light       |
| "The Amazing Spider-Man"                                                | 1995 | —  | —  | —  | —  | —  | —  |                     | —                       |
| "Business"                                                              | 1998 | 51 | —  | —  | —  | —  | —  |                     | Another World           |
| "On My Way Up"                                                          | 1998 | —  | 79 | —  | —  | —  | —  |                     | Another World           |
| "Another World"                                                         | 1998 | —  | —  | —  | —  | —  | —  |                     | Another World           |
| "Why Don't We Try Again"                                                | 1998 | 44 | —  | —  | —  | —  | —  |                     | Another World           |
| "If We Believe" (Lynn Carey Saylor feat. Brian May)                     | 2002 | —  | —  | —  | —  | —  | —  |                     | —                       |
| "Move It" (Cliff Richard with Brian May & Brian Bennett)                | 2006 | —  | —  | —  | —  | —  | —  |                     | Two's Company The Duets |
| "Somebody To Love" (Catherine Porter feat. Brian May)                   | 2009 | —  | —  | —  | —  | —  | —  |                     | Gems For Ruby           |
| "Rockstar" (Dappy feat. Brian May)                                      | 2012 | 2  | —  | —  | —  | —  | —  |                     | Bad Intentions          |
| "Born Free" (oraz Kerry Ellis)                                          | 2012 | —  | —  | —  | —  | —  | —  |                     | —                       |
| "Save the Badger Badger Badger" (Brian May & Weebl feat. Brian Blessed) | 2013 | 79 | —  | —  | —  | —  | —  |                     | —                       |
| "The Kissing Me Song" (oraz Kerry Ellis)                                | 2013 | —  | —  | —  | —  | —  | —  |                     | —                       |
| "New Horizons"                                                          | 2019 | -  | -  | -  | -  | -  |    |                     |                         |
| "—" singel nie był notowany.                                            |      |    |    |    |    |    |    |                     |                         |